# Приватна практика
Приватна практика (англ. Private Practice) — американський телесеріал, спін-оф «Анатомії Грей». 21 лютого 2007 року The Wall Street Journal повідомив, що канал ABC знімає серіал, центром подій якого стане героїня «Анатомії Грей» Еддісон Монтгомері (її роль виконує Кейт Волш). Незабаром ця інформація підтвердилась. Стало відомо, що двогодинна серія «Анатомії Грей», що вийшла в ефір 3 травня 2007 року, буде пілотною для серіалу. У цій серії Монтгомері звільняється з лікарні Грейс Госпітал у Сіетлі, щоб переїхати до Лос-Анджелеса та перейти на нове місце роботи, у приватну клініку «Оушнсайд Веллнесс Сентер». Згідно з журналом Variety, режисером цього двогодинного епізоду, який одночасно був 22 та 23 серіями сезону (з очікуваних 25-ти), став Майкл Гроссман. Крістін Вейтч та Майкл Озієлло, дописувачі колонки світської хроніки, повідомили, що події серіалу відбуватимуться у Лос-Анджелесі.
Прем'єра серіалу відбулася 26 вересня 2007 року на телеканалі ABC.

## Трансляція
3 травня 2007 року пілотна серія Приватної практики вийшла в ефір ABC. Маючи назву «По той бік цього життя» та будучи одночасно подвійним епізодом «Анатомії Грей», серія містила короткий опис героїв Приватної практики. У списку акторів значились Емі Бреннеман («Справедлива Емі», « Поліція Нью-Йорка»), Пол Едельстін («Втеча з в'язниці»), Тім Делі («Крила», «Дев'ять», «Клан Сопрано»), Тей Діггс («Кевін Гілл», «Новий день», «Рента»), Кріс Ловелл («Вероніка Марс», «Життя, яким воно є для нас») та Меррін Дангі («Шпигунка», «Вічне літо»). Двогодинну серію подивилося 21 мільйон глядачів, це на 1,9 мільйона більше, ніж середньостатистичний рейтинг 3 сезону «Анатомії Грей» (19,1 мільйонів). Серія також зайняла перше місце за кількістю переглядів серед усіх телешоу, що транслювалися у період між 9 та 10 годинами вечора. 5 травня 2007 року на «The Ellen Show» оголосили, що Приватна практика увійшла до осіннього розкладу програм каналу ABC. Перша реклама серіалу вийшла в ефір під час останньої серії сезону «Анатомії Грей». Прем'єра шоу відбулася 15 липня 2008 року в ефірі LIVING. Пізніше, усередині сезону 2009, розклад змінили через повернення на екрани «Загублених», і серіал став транслюватися о 10 вечора по четвергах, одразу після «Анатомії Грей».

## В ролях
| Актор             | Персонаж           | Сезони   | Сезони     | Сезони     | Сезони   | Сезони   | Сезони   |
| Актор             | Персонаж           | 1        | 2          | 3          | 4        | 5        | 6        |
| ----------------- | ------------------ | -------- | ---------- | ---------- | -------- | -------- | -------- |
| Кейт Волш         | Еддісон Монтгомері | Постійно | Постійно   | Постійно   | Постійно | Постійно | Постійно |
| Тім Дейлі         | Пітер Вайлдер      | Постійно | Постійно   | Постійно   | Постійно | Постійно |          |
| Одра Макдональд   | Наомі Беннетт      | Постійно | Постійно   | Постійно   | Постійно |          | Гість    |
| Пол Адельштейн    | Купер Фрідмен      | Постійно | Постійно   | Постійно   | Постійно | Постійно | Постійно |
| Каді Стрікленд    | Шарлотта Кінг      | Постійно | Постійно   | Постійно   | Постійно | Постійно | Постійно |
| Кріс Ловелл       | Делл Паркер        | Постійно | Постійно   | Постійно   |          |          |          |
| Тей Діггз         | Сем Беннетт        | Постійно | Постійно   | Постійно   | Постійно | Постійно | Постійно |
| Емі Бреннеман     | Вайолет Тернер     | Постійно | Постійно   | Постійно   | Постійно | Постійно | Постійно |
| Браян Бенбен      | Шелдон Воллес      |          | Періодично | Періодично | Постійно | Постійно | Постійно |
| Катеріна Скорсоне | Амелія Шеппард     |          |            | Період.    | Постійно | Постійно | Постійно |
| Бенджамін Бретт   | Джейк Райлі        |          |            |            | Гість    | Постійно | Постійно |
| Гріффін Глюк      | Мейсон Ворнер      |          |            |            |          | Постійно | Постійно |

## Кастинг
29 червня 2007 року канал ABC оголосив, що Одрі Макдональд, чотириразова переможниця премії «Тоні», замінить Меррін Дангі, яка виконувала роль Наомі Беннет. Керівництво каналу не розголошувало причин такого рішення. 11 липня 2007 року повідомлялося, що незабаром у серіалі має з'явитися новий постійний персонаж, роль якого виконає КаДі Стрікленд.
У двох епізодах другого сезону з'явилася переможниця премії «Тоні» Ідіна Мензель. Вона є дружиною зірки Приватної практики Тея Діггса. Девід Саткліфф, Джейн Брук та Джош Гопкінс також виконали епізодичні ролі у серіалі.

## Місця зйомок
Чимало екстер'єрних сцен (а також ліній сюжету, які відбуваються на вулиці) було знято у Санта-Моніці, штат Каліфорнія. Будівля компанії Оушнсайд Груп знаходиться на розі вулиць Четвертої та Вілтшир у Санта-Моніці. Вона насправді є банком.
Еддісон Монтгомері та Сем Беннет живуть в унікальних будинках на пляжі Санта-Моніки, вартість кожного з яких у реальності становила б близько 4 млн доларів.

## Серіал в Україні
2007—2010 серіал в Україні не транслювався на жодному телеканалі. Українською мовою серіал також не озвучено.